# W.W.D II
「W.W.D II」（ダブリュー・ダブリュー・ディー・ツー）は、でんぱ組.incの楽曲。同グループ8枚目のシングルとして2013年10月2日にMEME TOKYOから発売された。

## 概要
DVD付きの初回限定盤A・B、及びCDのみの初回限定REMIX盤・ナゾカラ盤・通常盤の5形態による発売。
表題曲である「W.W.D II」は、メンバーの実体験を元に作詞された前々作「W.W.D」の続編に当たり、“メンバーが活動していく中での悩みや葛藤を包み隠さず楽曲に詰め込んだもの”としている。またメンバーは当初、ヒャダインとの何気ない会話の中でこぼした本音で構成されたという歌詞に困惑し、号泣しながらのレコーディングになったことを後のインタビューにて明かしている。作詞作曲は「W.W.D」に引き続き前山田健一が担当する。でんぱ組.incの初主演映画「白魔女学園」の主題歌となっている。ミュージックビデオは2020年が舞台となっており、バラバラになってしまったメンバーのその後を追うストーリー仕立てになっている。ミュージックビデオではゲストとしてBiSのメンバーが出演している。
カップリング曲「ノットボッチ…夏」のミュージックビデオは、メンバーの夢眠ねむと映像作家のスミスによるユニット“スミネム”によってディレクションされ、でんぱ組.incとしては初の水着を着用した映像作品となっている。
初回限定REMIX盤では、H ZETT Mと真矢によってリミックスされた「W.W.D II」と、BO NINGENとfu_mouによってリミックスされた「ノットボッチ…夏」が収録されている。初回限定ナゾカラ盤に収録されている「ナゾカラ」は、通信カラオケ「JOYSOUND」を利用して行う謎解きゲーム「謎カラ」のタイアップソングである。
発売に先駆け、「ノットボッチ…夏」が7月16日、「W.W.D II」が8月20日にiTunes StoreとMoraにて先行配信された。

## 収録曲

### 発売形態
1. 通常盤（CD）
2. 初回限定REMIX盤（CD）
3. 初回限定ナゾカラ盤（CD）
4. 初回限定盤A（CD+DVD）
5. 初回限定盤B（CD+DVD）

### 通常盤
1. W.W.D II [6:35]
  - 作詞・作曲：前山田健一、編曲：釣俊輔

「W.W.D」は過去の自分達を歌った曲であったのに対し、この楽曲は現在進行形で起きている事について書かれているため、リリース当時は「W.W.D」以上に歌うのが辛かったとしており、最上もがと相沢梨紗はレコーディング時に泣き出してしまったという[8]。カップリング「ノットボッチ…夏」のレコーディング時に（「W.W.D II」にまつわる取材であることは伏せた上で）前山田とメンバーが雑談を行い、それを基に作詞が行われたという経緯があり、楽曲の間奏部分でメンバーのざわざわした声が入っている部分はこの雑談を録音した内容を収録したものである[8]。このような経緯から、本楽曲は「W.W.D」と共に現行の6人体制でしか歌えない楽曲となっており、そこには前山田による「メンバーを辞めさせないようにするため」の狙いがあるとしている[8]。
その後、2014年の｢ワールドワイド☆でんぱツアー 2014｣終盤の公演から観客が落ちサビのミックス(「みりん りさ ねむ えい もが ピンキー でんぱ組!」)をアンコールの呼び込みに用いるケースが見られるようになる。このツアーの後すこし間を空けて行われた日本武道館公演のダブルアンコールでは、映像・照明スタッフが即興で観客のコールに合わせて写真の表示と照明の点灯を行い、会場一体となってメンバーを呼び込むという一幕があった[9]。
この日本武道館公演では古川未鈴が｢初めて披露した東西野音ツアーでは泣いてしまったりして上手く歌うことができなかったが、今日の公演ではしっかりと歌うことが出来た｣という趣旨の発言とともにファンに感謝を述べている[10]。
2. ノットボッチ…夏 [4:16]
  - 作詞：NOBE、Rap作詞：もふくちゃん&YGQ、作曲：野間康介、編曲：前山田健一

従来のでんぱ組.incとしては「異例の作品」と評され、「アクティブではない、かと言って暗くもない、どこにでもいる普通の女の子」というアイドルとしては通例的なテーマを描いた楽曲であるとしている[11]。
ライブで披露される際はアウトロの最後に花火のSEが追加されており、この部分にも振付(正確にはサイレントの演技)がある。ライブによってはさらに時計のアラーム音とみりんによる台詞(主に次の曲に関連する)が追加されることもある。
3. W.W.D II（Off Vocal）
4. ノットボッチ…夏（Off Vocal）

### 初回限定REMIX盤
1. W.W.D II
2. ノットボッチ…夏
3. W.W.D II（H ZETT M Remix） [5:40]
4. W.W.D II（真矢が叩いてみたRemix） [6:35]
5. ノットボッチ…夏（BO NINGEN Remix） [5:41]
6. ノットボッチ…夏（fu_mou Remix） [4:48]

### 初回限定ナゾカラ盤
1. W.W.D II
2. ナゾカラ [3:51]
  - 作詞：NOBE、作曲・編曲：KOH
3. W.W.D II（Off Vocal）
4. ナゾカラ（Off Vocal）

### 初回限定盤A
- CDの収録曲は通常盤と同一

DVD収録内容
1. 「W.W.D II」ミュージッククリップ
2. 「W.W.D II」ミュージッククリップ メイキング映像
3. 第1回 でんぱ組.inc クイズ大会

### 初回限定盤B
- CDの収録曲は通常盤と同一

DVD収録内容
1. 「ノットボッチ…夏」ミュージッククリップ
2. 「ノットボッチ…夏」ミュージッククリップ メイキング映像
3. 第1回 でんぱ組.inc イラスト対決